# Bourguignon-lès-Morey
Bourguignon-lès-Morey é uma comuna francesa na região administrativa de Borgonha-Franco-Condado, no departamento de Alto Sona. Estende-se por uma área de 9,84 km². Em 2010 a comuna tinha 46 habitantes (densidade: 4,7 hab./km²).